# Smeder på luffen
Smeder på luffen är en svensk dramafilm från 1949 i regi av Hampe Faustman. I huvudrollerna ses Anders Börje, Georg Skarstedt och Åke Fridell.

## Om filmen
Filmen premiärvisades den 7 februari 1949 i Fagersta, Gävle och Västerås. Stockholmspremiär tre veckor senare. Inspelningen av filmen skedde med ateljéfilmning vid Sandrewateljéerna i Stockholm med exteriörscener från ett flertal platser runt Stockholm och från trakterna kring Västerås och Österbybruk av Göran Strindberg. För koreografin svarade Julius Mengarelli. Som förlaga har man Johan-Olov Johanssons roman Smeder på luffen som utgavs 1945. 
Smeder på luffen har visats vid ett flertal tillfällen i SVT.

## Rollista i urval
- Anders Börje – Anders Herou, smed
- Åke Fridell – Jernberg, smed
- Georg Skarstedt – Falk, smed
- John Elfström – Fyrström, smed
- Rose-Marie Taikon – Käti
- Doris Svedlund – Inga Herou
- Gösta Cederlund – patron på Malmfors bruk
- Pauline Taikon – Miriam
- Gunnar Olsson – Lind, ingenjör på Västerby bruk
- Ernst Eklund – konsul Kilbom
- Björn Berglund – Erik Herou, Anders bror, Ingas man, fackföreningsledare
- Harriett Philipson – Britta
- Erik "Hampe" Faustman – Brofelt, förbundsordförande
- Jan Molander – Bolund, predikant
- Artur Rolén – Blanke, gammal smed på landsvägen
- Hugo Jacobson – Brittas far, smidesmästare
- Sif Ruud – Kilbergs-Lina
- Magnus Kesster – överkonstapel i Hammarviken
- Gustaf Lövås – polis i Hammarviken
- Rune Stylander – polis i Hammarviken
- Gösta Holmström – ingenjör Werner på Hammarvikens bruk
- Werner Ohlson – bonde

## Musik i filmen
- Jag tager Din hand, kompositör Lille Bror Söderlundh, text Rune Lindström, sång Anders Börje
- Med min lampa, sång Marianne Lindgren
- Träskolunken, kompositör Lille Bror Söderlundh, text Rune Lindström, sång Anders Börje, Georg Skarstedt, Åke Fridell och Rose-Marie Taikon
- Var välkommen i vår skara, sång Åke Fridell
- Visan om kvinnan (Visan om kvinnans trohet), kompositör och text Anders Börje, sång Anders Börje
- Arbetarsången, kompositör Lille Bror Söderlundh, text Rune Lindström
- Zigenarvisa, kompositör och text Anders Börje, sång Anders Börje och Åke Fridell, dans Rose-Marie Taikon, Pauline Taikon, Åke Fridell och Georg Skarstedt
- Csak egy kislány van a világon (Mustalainen), kompositör Elemér Szentirmay, musikarrangör Oskar Merikanto, sång på romani av Rose-Marie Taikon
- Anchors Aweigh, kompositör Charles A. Zimmerman, text 1906 Alfred H. Miles ny text 1926 Royal Lovell, instrumental.
- Psalmus (Vår Gud), musikarrangör Lille Bror Söderlundh
- Arbetets söner (Vindarnas kör/Upp genom luften), kompositör Nils Peter Möller, text 1885  (Arbetets söner) Henrik Menander